# Разъезд 67 (Актюбинская область)
Разъезд 67 (каз. 67 разъезд) — упразднённый разъезд в Шалкарском районе Актюбинской области Казахстана. Входил в состав Кауылжырского сельского округа. Код КАТО — 156443700. Упразднен в 2019 г.

## Население
В 1999 году население разъезда составляло 31 человек (19 мужчин и 12 женщин). По данным переписи 2009 года, в разъезде проживал 41 человек (23 мужчины и 18 женщин).